# ロドニー・ヤノ
ロドニー・ジェームズ・タカシ・ヤノ（Rodney James Takashi Yano、日本名：矢野 孝〈やの たかし〉、1943年12月13日 - 1969年1月1日）は、アメリカ陸軍の軍人。最終階級は1等軍曹。ベトナム戦争で戦死後、功績が認められ、軍人に贈られる最高位の勲章である名誉勲章を受章。日系三世。故郷ハワイ州のホノルル郊外の墓地に眠る。

## 受章理由となった功績
- ヘリコプター部隊のクルーであったヤノは、手榴弾の爆発により負傷していたにもかかわらず、上空から敵陣への砲撃箇所を指示し続けた。[1]。

## その他
- アメリカ海軍シュガート級車両貨物輸送艦2番艦の艦名 USNS YANO（T-AKR 297）として名を残す。
- 在日米軍キャンプ座間敷地内の屋内運動施設は、彼にちなんで「ヤノ・フィットネスセンター」と命名された。
- アメリカ陸軍フォートラッカー敷地内のヘリコプターメンテナンス施設は、彼にちなんで「ヤノ・ホール」と命名された。
- ヤノ・ホール(公共のレクリエーションセンター)ハワイ州、ハワイ島キャプテン・クック。